# Arrade erebusalis
Arrade erebusalis là một loài bướm đêm trong họ Erebidae.